# 重光泰昌
重光 泰昌（しげみつ やすまさ、1980年1月6日 - ）は、日本のラグビー指導者。現在トップイーストリーグAグループAZ-COM丸和MOMOTARO'Sのアシスタントコーチを務めている。

## プロフィール
- 京都府出身。
- ポジションはスタンドオフ(SO)。
- ニックネームは「シゲ」。
- 身長 174 cm、体重 82 kg

## 経歴
陶化中学2年からラグビーを始める。
伏見工業高校、龍谷大学を経て、2003年度より近鉄ライナーズに所属。関西代表。
ジャパンラグビートップリーグ2011-2012シーズンにて、ベストフィフティーンに選出される。
2014年、トップリーグ通算100試合出場を達成した。
2019年、現役を引退した。

## 受賞歴
- 2011-12トップリーグベスト15